# Глазов, Юрий Владимирович
Юрий Владимирович Глазов (род. 30 марта 1962, город Курск,  в Курском районе, Курская область) — судья Верховного суда Российской Федерации (с 2020 года), заместитель председателя Верховного суда Российской Федерации — председатель Судебной коллегии по гражданским делам Верховного суда Российской Федерации, сопредседатель Научно-консультативного совета, член Президиума Верховного суда Российской Федерации, кандидат юридических наук. Заслуженный юрист Российской Федерации (2011).

## Биография
Юрий Владимирович Глазов родился 30 марта 1962 года в городе Курске  в Курском районе, Курская область.
C 1981 по 1983 год проходил службу в Советской Армии.
C 1983 по 1987 год обучался в Саратовском юридическом институте имени Д.И. Курского (в настоящее время — Саратовская государственная юридическая академия)по специальности «Правоведение».
С 1987 по 1990 год работал следователем в органах внутренних дел Управления внутренних дел Курского областного исполнительного комитета.
С 1990 года по 1996 год работал в качестве народного судьи Ленинского районного народного суда города Курска.
С 1996 по 2003 год был заместителем председателя Ленинского районного суда города Курска.
26 февраля 2000 года указом Президента Российской Федерации № 441 повторно назначен заместителем председателя Ленинского районного суда города Курска.
10 июня 2003 года по 2006 год указом Президента Российской Федерации № 649 назначен судьёй Курского областного суда.
19 декабря 2006 года указом Президента Российской Федерации № 1428 назначен первым заместителем председателя Арбитражного суда Белгородской области сроком на шесть лет.
9 апреля 2008 года указом Президента Российской Федерации № 471 назначен председателем Арбитражного суда Белгородской области сроком на шесть лет.
23 февраля 2013 года указом Президента Российской Федерации № 169 назначен председателем Федерального арбитражного суда Приволжского федерального округа сроком на шесть лет.
30 декабря 2018 года указом Президента Российской Федерации № 776 назначен председателем Арбитражного суда Поволжского округа сроком на шесть лет.
23 сентября 2020 года постановлением Совета Федерации назначен на должность заместителя председателя Верховного суда Российской Федерации — председателя Судебной коллегии по гражданским делам.

## Награды
- Орден Почёта (28 ноября 2022 года) — за заслуги в укреплении законности, защите прав и интересов граждан, многолетнюю добросовестную работу[13]
- Заслуженный юрист Российской Федерации (09 февраля 2011 года) — за заслуги в укреплении законности и многолетнюю добросовестную работу[14]
- Медаль «20 лет арбитражным судам Российской Федерации» (2011 год)
- Почетная грамота Совета судей Белгородской области (2012 год)
- Медаль «За заслуги перед Землей Белгородской» I степени (2014 год)
- Медаль «150 лет судебной реформы в России» (2014 год)
- Медаль «За взаимодействие» I степени (2015 год)
- Медаль «25 лет арбитражным судам Российской Федерации» (2017 год)